# Transportes dos Estados Unidos
Os Estados Unidos possuem uma extensiva malha rodoviária, ferroviária e hidroviária. De fato, a quilometragem destas malhas são as maiores do mundo em suas respectivas categorias. Existem cerca de 75 mil quilômetros de rodovias e vias expressas de alta capacidade. Para cada 100 habitantes, existem cerca de 75 veículos motorizados (carros, caminhões e ônibus) e 56,1 automóveis. Caminhões transportam cerca de um quarto de toda a carga transportada no país.
Trens transportam cerca de 35% de toda a carga transportada no país, enquanto respondem por apenas 1% dos passageiros movimentados. O contrário acontece com as linhas aéreas americanas, que transportam 18% dos passageiros mas menos de 1% da carga no país. O mercado estadunidense de passageiros no setor aéreo é a maior do mundo. Nova Iorque, Chicago, Atlanta, Los Angeles, Dallas, Washington, DC e San Francisco destacam-se como grandes centros aeroportuários.
Cerca de 15% de toda a carga transportada no país é transportada via hidrovias como rios e lagos, além de mares e oceanos. Los Angeles-Long Beach, Nova Iorque-Nova Jérsei, Filadélfia, San Francisco, New Orleans, Miami e Houston destacam-se como grandes centros portuários. O porto mais movimentado dos Estados Unidos por número de navios atendidos é o de New Orleans, enquanto o porto mais movimentado do país, em tonelagem de carga movimentada, é o de Los Angeles-Long Beach.

## Terra
- Rodovias: 6 348 227 quilômetros
- Rodovias pavimentadas: 3 732 757 quilômetros (incluindo 88 727 quilômetros de vias expressas)
- Rodovias não-pavimentadas: 2 615 470 quilômetros
- Ferrovias : 293 564 quilômetros [1]

## Ar
- Aeroportos: 14 893
- Aeroportos com pista pavimentada: 5 174
- Aeroportos com pista não-pavimentada: 9 398
- Heliportos: 118

## Água
- Hidrovias: 41 009 quilômetros.
- Principais porto: Los Angeles-Long Beach, New Orleans, Nova Jérsei-Nova Iorque, Filadélfia, Houston, Miami, Portland, San Francisco, Seattle, Chicago.